# Константин (фрегат, 1824)
Константи́н — парусный фрегат Российского императорского флота. Принадлежал к рангу 44-пушечных фрегатов, однако на деле имел 48 орудий. Заложен 18 июля 1823 года на Соломбальской верфи. Постройкой руководил известный корабельный мастер A. M. Курочкин. Спущен на воду 27 мая 1824 года, вошел в состав Балтийского флота.

## Основные характеристики
- Водоизмещение — около 1950 тонн[1];
- Длина по верхней палубе — 48,6 м[1];
- Ширина по мидель-шпангоуту — 12,7 м[1];
- Осадка — 3,9 м[1];
- Арт. вооружение — 48 ор[1]. (24-фн — по штату[2]);
- Экипаж — 340/430 человек[1][1].

## Служба
- В 1826 году перешел из Архангельска в Кронштадт. В том же (1826) году вместе с фрегатом «Елена» ходил в Англию с грузом золота на борту.

### Участие в Наваринской кампании 1827 года
- 3 июня 1827 года вышел из Кронштадта и 26 июня 1827 года прибыл к острову Тексель, доставив в Голландию супругу министра двора князя П. М. Волконского. Затем перешел в Портсмут, куда 28 июля 1827 года пришла эскадра адмирала Д. Н. Сенявина.
- 8 августа 1827 года с эскадрой контр-адмирала графа Л. П. Гейдена вышел из Портсмута в Средиземное море по маршруту м. Лизард — Гибралтар — Палермо — Мессина.
- 25 сентября 1827 года «Константин», отделившись от эскадры, пошёл на Мальту для отыскания союзных английской и французской эскадр. Узнав об их уходе к острову Занте, пошёл на соединение с ними и 1 октября 1827 года прибыл к острову Занте, где уже находились три союзные эскадры.
- 4 октября 1827 года вместе с английским фрегатом «Cambrian»[англ.] пошёл в Каламитский залив для обстрела турецких войск.
- 8 октября 1827 года присоединился к союзному флоту у Наварина и вместе с ним вошел в бухту; был концевым в левой (русской) колонне.

В ходе Наваринского сражения обстреливал турецкие фрегаты, но сам, несмотря на сильный ответный огонь, почти не пострадал. В бою получил ранения 1 нижний чин. Взял на бакштов английский бриг-шлюп «Mosquito» , который в бою потерял якоря, и целую ночь удерживал его.
- 13 октября 1827 года с эскадрой контр-адмирала графа Л. П. Гейдена «Константин» вышел из Наваринской бухты и, отделившись от неё, вместе с французской эскадрой пошёл в Смирну.

В феврале 1828 года доставил в Триест русского посланника в Турции А. И. Рибопьера с семьей. Из Триеста пошёл на Мальту и 9 марта 1828 года прибыл в Ла-Валлетту.

### Участие в войне с Турцией 1828—1829 годов
- С апреля по декабрь 1828 года крейсировал в Архипелаге и у берегов полуострова Морея.
- В феврале 1829 года пришёл к пр-ву Дарданеллы для усиления отряда, блокирующего пролив.
- Летом 1829 года ходил в Тулон на ремонт.
- 17 января 1830 года в составе эскадры контр-адмирала М. П. Лазарева ушёл из Архипелага и 12 мая 1830 года прибыл в Кронштадт[1]. В Финском заливе шёл во льдах[1].
- В июле — сентябре 1830 года «Константин» находился в практическом плавании в Балтийском море.

В 1832—1835 годах занимал брандвахтенный пост на Кронштадтском рейде. В 1837 году перешёл в Свеаборг и был переоборудован в блокшив. Разобран в 1848 году.

## Командиры фрегата
Командирами фрегата «Константин» в составе Российского императорского флота судна в разное время служили:
- 1824 — Г. И. Казин
- хх.хх.1826 — хх.хх.1828 — капитан 2-го ранга Хрущов, Степан Петрович
- 08.02.1828 — 1830 — капитан 2-го ранга Баранов, Павел Миронович
- 1830—1831 — капитан-лейтенант (с 01.01.1831 капитан 2-го ранга) Зыбин, Николай Семёнович
- 1832—1835 — капитан 2-го ранга Венюков, Нил Николаевич.